# Wojna o sukcesję w Lüneburgu
Wojna o sukcesję lüneburską – konflikt o tron w księstwie Brunszwik-Lüneburg w północnych Niemczech, trwający w latach 1370–1388.

## Przyczyny wojny
Po śmierci w roku 1369 Wilhelma II Lüneburskiego, bez pozostawienia męskiego potomka, wygasła stara linia dynastii Lüneburskiej. Zgodnie z prawami rodu Welfów oraz przedśmiertnym życzeniem samego Wilhelma, dziedzictwo miało przypaść w udziale księciu Magnusowi II Brunszwickiemu. Cesarz Karol IV uznał jednak sporne ziemie za lenno cesarskie, nadając je w lenno Albrechtowi z dynastii askańskiej i jego stryjowi Wacławowi, co wywołało wojnę sukcesyjną.

## Pierwsze walki
Magnus II nie zamierzał rozwiązać problemu księstwa za pomocą pokojowych środków. Na czele 700 rycerzy i knechtów dokonał najazdu na Lüneburg. W wynikłych tam walkach, które Magnus II prowadził z księciem Albrechtem, na stronę tego ostatniego przeszły takie miasta jak Lüneburg, Winsen czy Hanower. Następnie walki przeniosły się w okolice Wolfsburga. Na przełomie 1371–1372 roku książę brunszwicki zajął zamek Neuhaus. 24 czerwca 1372 r. obie strony starły się w bitwie pod wioską Hesslingen, która zakończyła się wynikiem nierozstrzygniętym. W kolejnej bitwie, która miała miejsce 25 lipca 1373 pod Leveste am Deister, poległ książę Magnus II.

## Ugoda
Po śmierci Magnusa II doszło do pojednania pomiędzy elektorem Wacławem i jego bratankiem Albrechtem po jednej stronie a wdową po Magnusie i jej małoletnimi synami Henrykiem i Bernardem po drugiej stronie. Uzgodniono pozostawienie jedności kraju, w którym rządzić mieli obaj panowie sascy, a dopiero po ich śmierci władza miała przypaść synom Magnusa II.
W 1374 r. Albrecht wzmocnił swoje prawa poślubiając wdowę po Magnusie Katarzynę i wybrał za swoją siedzibę Celle, gdzie rezydował do roku 1378. Dwaj synowie Magnusa również zawarli związki małżeńskie – poślubili w 1386 r. córki elektora Wacława: Fryderyk Annę, a Bernard Małgorzatę.

## Kontynuacja i zakończenie wojny
Jako że konkurenci nie mogli dojść do porozumienia walki wybuchły z nową siłą. Obie strony dokonywały w księstwie licznych mordów i rabunków. W 1385 r. doszło do oblężenia zamku Ricklingen, gdzie schowali się m.in. rycerze rabusie z obozu synów Magnusa. W jego trakcie 28 czerwca 1385 r. poniósł śmierć trafiony wystrzelonym z procy odłamkiem skalnym książę Albrecht.
Po tym wydarzeniu obaj synowie Magnusa przejęli władzę w Lüneburgu. Elektor Wacław, któremu cesarz nadał prawa do spornych ziem, wysłał swojego zięcia na rozmowy pokojowe. Nic z nich jednak nie wynikło, w związku z czym wiosną 1388 r. konflikt wybuchł na nowo. Wacław zmuszony był ponownie zebrać swoją armię w okolicy Lüneburga. Po zebraniu wojsk, elektor zamierzał wyruszyć z rejonu Winsen nad rzeką Aller w kierunku Celle, zajmowanego przez Henryka i jego matkę. Podczas przygotowań do wyprawy Wacław niespodziewanie ciężko zachorował (według współczesnych został on otruty) i zmarł.